# Circuncisión
La circuncisión —del latín circumcīsiō, -ōnis, vocablo compuesto a su vez por circum- ‘alrededor’ y cisio ‘cortar’— es una operación quirúrgica que consiste en cortar una porción o la totalidad del prepucio del pene humano. Se practica principalmente por motivos rituales o médicos. Cuando se realiza como procedimiento médico se denomina postectomía.
La circuncisión se puede realizar por razones terapéuticas, especialmente en el tratamiento para balanopostitis crónica, infecciones virales, corregir la fimosis o la parafimosis.
La OMS considera la circuncisión masculina como parte de un conjunto más amplio de medidas para la prevención de la infección por VIH. Estas medidas incluirían la promoción de prácticas sexuales seguras y el uso del preservativo. Por tanto la circuncisión no sustituye a otros métodos de eficacia probada, como por ejemplo, el uso sistemático y correcto del preservativo.
Existen diferentes formas de efectuar la circuncisión, según el lugar donde se realiza el corte y la cantidad de prepucio eliminado. Por regla general, una vez realizada, el glande queda permanentemente descubierto.
La circuncisión plantea algunos problemas éticos y es causa de controversia y de debate médico y legal en todo el mundo. Se han planteado cuestiones éticas y legales sobre el consentimiento informado y los derechos humanos sobre la circuncisión de bebés y niños por razones no terapéuticas. El Consejo de Europa considera que la circuncisión ritual efectuada a los niños sin una razón terapéutica es una violación a su integridad física.
Ninguna organización médica importante recomienda la circuncisión universal de todos los varones, ni tampoco su prohibición. Las posiciones de las principales organizaciones médicas del mundo varían desde la que considera la circuncisión facultativa de bebés y niños como una práctica que carece tanto de riesgos como de beneficios significativos, hasta la que sostiene que el procedimiento tiene un modesto beneficio para la salud que supera a los riesgos. Muchos científicos argumentan que la circuncisión disminuye el riesgo de infección por VIH y todo tipo de infecciones de transmisión sexual.

## Historia
La circuncisión es un procedimiento quirúrgico muy antiguo. Según el historiador Grafton Elliot Smith, su práctica podría tener más de 15 000 años de historia. No hay consenso sobre cómo se difundió. Una hipótesis sugiere que comenzó a realizarse en un área geográfica y se extendió desde allí, y otra, que varios grupos humanos distintos comenzaron su práctica de forma independiente. En su trabajo de 1891 Historia de la circuncisión, el médico Peter Charles Remondino sugirió que podría haber sido una manera de castrar a un enemigo capturado, menos grave que la penectomía: la circuncisión permitiría marcar permanentemente al derrotado para ser usado como esclavo, sin poner en riesgo su vida.
La historia de la migración y la evolución de la práctica de la circuncisión se sigue principalmente a través de las culturas y de los pueblos en dos regiones separadas. En las tierras del sur y del este del Mediterráneo, a partir de Sudán y Etiopía, el procedimiento fue practicado por los antiguos egipcios y los semitas, y luego por los judíos y musulmanes, con los que la práctica viajó y fue adoptada por los africanos bantúes. En Oceanía, la circuncisión es practicada por los aborígenes australianos y polinesios.
También hay evidencia de que la circuncisión era practicada en América, entre los aztecas y los mayas, pero hay pocos detalles disponibles sobre su historia.

### Origen

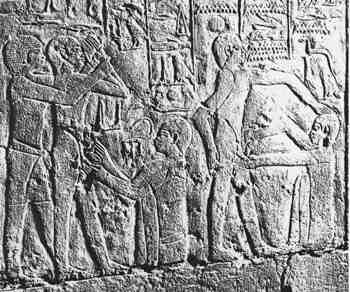
Circuncisión de un adulto. Bajorrelieve en la tumba del visir Ankhamahor y su esposa Mereruka, en Saqqara, Egipto. Sexta Dinastía, Se considera que es la ilustración más antigua de una circuncisión.

La circuncisión es mencionada en el siglo V a. C. por Heródoto, quien la nombra en el segundo libro de sus Historias y atribuye su origen a los egipcios.
Fueron los judíos quienes, desde hace más de 3500 años empezaron a practicar la circuncisión de forma obligatoria para los varones, tanto los hijos de padres judíos como los comprados, cuando, —según los textos bíblicos—, el patriarca Abraham fue circuncidado por una orden divina.

10. Este es el pacto entre ustedes y yo, que deben cumplir tú y tus descendientes: deben circuncidar a todos los varones que haya entre ustedes.
11. Tienen que circuncidar su prepucio como señal del pacto entre ustedes y yo.
12. Generación tras generación tienen que circuncidar a todos los varones que haya entre ustedes a los ocho días de edad, a cualquiera que nazca en la casa y a cualquiera que no sea descendiente de ustedes y que haya sido comprado con dinero a un extranjero.
13. Todos los varones nacidos en tu casa y todos los que hayas comprado con dinero deben ser circuncidados. Mi pacto -marcado en la carne de ustedes- será un pacto permanente.
14. Si un varón incircunciso no quiere circuncidarse el prepucio, ese varón tiene que ser eliminado de su pueblo. Él ha roto mi pacto.
Génesis 17:10-14 (La Biblia, Traducción del Nuevo Mundo; 2019, Wallkill, Nueva York)

### África, Asia y Europa
El primer registro histórico de la circuncisión viene de Egipto, en la forma de una imagen de la circuncisión de un adulto tallada en la tumba de Ankh-Mahor en Saqqara, que data de alrededor de 2400-2300 a. C. La circuncisión fue hecha por los egipcios, posiblemente por razones de higiene, pero también era parte de su obsesión por la pureza y se asoció con el desarrollo espiritual e intelectual. No hay ninguna teoría aceptada que explique el significado de la circuncisión, para los egipcios, pero parece haber sido dotada de gran honor y su importancia como un rito de paso a la edad adulta, realizada en una ceremonia pública haciendo hincapié en la continuidad de las generaciones de la familia y la fertilidad. Puede haber sido una marca de distinción para la élite: El Libro Egipcio de los Muertos describe al dios sol Ra circuncidándose a sí mismo.[cita requerida]
La circuncisión ocupa un lugar destacado en la Biblia hebrea. La narrativa en Génesis capítulo 17 describe la circuncisión de Abraham y sus parientes y esclavos, convirtiéndose en el primer individuo de nombre en someterse al procedimiento. En el mismo capítulo, a los descendientes de Abraham se les ordena circuncidar a sus hijos en el octavo día de vida. Muchas generaciones después, Moisés fue criado por la élite egipcia, por lo que la circuncisión era sin duda familiar para él. Para los judíos de la época, la circuncisión no era tanto un acto espiritual, ya que era una señal física de su pacto con Dios, y un requisito previo para el cumplimiento de la orden de producir descendencia. Además de proponer que la circuncisión fue considerada por los judíos como un mandato puramente religioso, los estudiosos han sugerido que los patriarcas del judaísmo y sus seguidores adoptaron la circuncisión para hacer más fácil la higiene del pene en climas cálidos y arenosos; como un rito de paso a la edad adulta; o como una forma de sacrificio de sangre.[cita requerida]
Los griegos aborrecían la circuncisión, haciendo muy difícil la vida a los judíos circuncidados que vivían entre ellos (más tarde, también lo hicieron los romanos). Antíoco Epífanes prohibió la circuncisión, al igual que Adriano, que ayudó a causar la revuelta de Bar Kojba. Durante este período de la historia, la circuncisión judía pidió la eliminación de solo una parte del prepucio, y algunos judíos helenizados intentaron aparentar estar incircuncisos estirando la parte remanente del prepucio. Esto fue considerado por los líderes judíos como un problema grave, y durante el siglo segundo cambiaron los requisitos de la circuncisión judía exigiendo la completa eliminación del prepucio, con énfasis en la visión judía de que la circuncisión pretende ser, no solo el cumplimiento de un mandamiento bíblico, sino también una marca esencial y permanente de la pertenencia a un pueblo.[cita requerida]
Heródoto afirma que otros pueblos semitas y relacionados, como la Cólquide, Fenicia, Siria y Etiopía. Advierte, sin embargo, que los fenicios cesaban en esta costumbre cuando entraban en contacto con los griegos. Aun así, no está claro que la circuncisión estuviera verdaderamente extendida entre estos pueblos. Se cree que Heródoto y los autores que se basan en él podrían haber confundido a los fenicios con los propios judíos, ya que la Biblia describe como incircuncisos a los fenicios de Sidón, así como a otros pueblos como los filisteos. Tampoco los autores romanos mencionan la circuncisión entre las costumbres de los cartagineses u otros pobladores fenicios del norte de África, a pesar de que habría resultado un elemento difícil de pasar por alto para la cultura romana, fuertemente opuesta a la práctica y ya dotada de un estereotipo exótico de los púnicos.
Un relato en el Evangelio cristiano de Lucas hace una breve mención a la circuncisión de Jesús, pero el tema de la circuncisión física en sí no es parte de las enseñanzas recibidas de Jesús. Pablo el apóstol reinterpretó la circuncisión como un concepto espiritual, argumentando que no es necesaria la implementación física. La enseñanza de que la circuncisión física era necesaria para ser miembro de una alianza divina fue instrumental en la separación del cristianismo del judaísmo. Aunque no se menciona explícitamente en el Corán (principios del siglo VII d. C.), la circuncisión se considera esencial para el Islam, y es casi universalmente realizada entre los musulmanes. La práctica de la circuncisión se extendió en todo el Oriente Próximo, norte de África y el sur de Europa con el Islam.[cita requerida]
Genghis Khan, y los siguientes emperadores Yuan en China prohibieron las prácticas islámicas como carnicería halal y la circuncisión. Esto llevó a musulmanes chinos a tomar finalmente una parte activa en rebelarse contra los mongoles y la instalación de la dinastía Ming más tolerante.[cita requerida]
Se cree que la práctica de la circuncisión fue llevada a las tribus de habla bantú de África por los judíos tras una de sus muchas expulsiones de los países europeos, o por los musulmanes que huían después de la conquista de Granada en 1492. En la segunda mitad del primer milenio, habitantes del noreste de África se trasladaron al sur y encontraron grupos de Arabia, Oriente Próximo y África Occidental. Estas personas se trasladaron al sur y formaron lo que se conoce hoy como el pueblo Bantú. Se observa en las tribus bantúes la defensa de lo que se describe como la ley judía, incluyendo la circuncisión, en el siglo XVI. La circuncisión y elementos de restricciones dietéticas judías todavía se observan entre las tribus bantúes.[cita requerida]

### Australia, el Pacífico y América
La circuncisión es practicada por algunos grupos entre los pueblos aborígenes australianos, polinesios, y los nativos americanos. Hay poca información disponible acerca de los orígenes y la historia de la circuncisión entre estos pueblos, en comparación con la circuncisión en el Medio Oriente.[cita requerida]
Cristóbal Colón informó que la circuncisión se practicaba entre los nativos americanos. También fue practicada por los incas, aztecas y mayas. Probablemente comenzó entre las tribus de América del Sur como un sacrificio de sangre o mutilación ritual para probar su valentía y resistencia, y su uso posterior se convirtió en un rito de iniciación.[cita requerida]

### Tiempos modernos
En 1855, motivado en parte por su interés en la promoción de la circuncisión para reducir la masturbación, el médico inglés Jonathan Hutchinson publicó sus hallazgos indicando que los judíos tenían una menor prevalencia de ciertas enfermedades venéreas.
En Estados Unidos, uno de los primeros médicos modernos en defender el procedimiento fue Lewis Sayre, uno de los fundadores de la Asociación Médica Estadounidense. En 1870, Sayre comenzó a usar la circuncisión como una supuesta cura para varios casos de chicos jóvenes que presentaban parálisis o importantes problemas motores. Pensó que el procedimiento mejoraría este tipo de problemas sobre la base de una teoría «reflejo de la neurosis» de la enfermedad, que sostuvo que la estimulación excesiva de los genitales era una perturbación del equilibrio del sistema nervioso y causa de problemas sistémicos.[cita requerida]
El uso de la circuncisión para promover la buena salud también encaja con la teoría de los gérmenes, que vio la validación durante el mismo período de tiempo: el prepucio fue visto como un foco de infecciones causante de esmegma (una mezcla de piel muerta y aceites). Sayre publicó trabajos sobre el tema y lo promovió enérgicamente en discursos. Los médicos contemporáneos aceptaron el nuevo tratamiento de Sayre, creyendo que podrían prevenir o curar una variedad amplia de problemas médicos y los males sociales. Su popularidad se extendió con publicaciones como Historia de la Circuncisión de Peter Charles Remondino.[cita requerida]
El artículo de Douglas Gairdner de 1949 «El destino del Prepucio» argumentó persuasivamente que la evidencia disponible en ese momento mostraba que los riesgos superaban a los beneficios conocidos. El procedimiento no fue cubierto por el sistema nacional de salud, y las tasas de circuncisión se redujeron en Gran Bretaña y en el resto de Europa.[cita requerida]
En la década de 1970, las asociaciones médicas nacionales en Australia y Canadá emitieron recomendaciones en contra de la circuncisión infantil de rutina, lo que lleva a las caídas en las tasas de ambos países.[cita requerida]
En los Estados Unidos, la Academia Estadounidense de Pediatría, a lo largo de las décadas, emitió una serie de declaraciones de política con respecto a la circuncisión, a veces positiva y otras negativa.[cita requerida]
En 1986 se sugirió una asociación entre la circuncisión y las tasas de infección de VIH reducidas entre heterosexuales. La evidencia experimental era necesaria para establecer una relación de causalidad, por lo que tres ensayos aleatorios controlados fueron encargados como un medio para reducir el efecto de los factores de confusión. Los ensayos se llevaron a cabo en Sudáfrica, Kenia y Uganda. Los tres ensayos fueron detenidos tempranamente porque los que estaban en el grupo circuncidado tenían una menor tasa de contracción del VIH que el grupo de control. Posteriormente, la Organización Mundial de la Salud promovió la circuncisión en poblaciones de alto riesgo, como parte de un programa general para reducir la propagación del VIH, aunque algunos han cuestionado la validez de los ensayos de África, lo que llevó a una serie de investigadores a cuestionar la eficacia de la circuncisión como una estrategia de prevención del VIH.[cita requerida]

## Prevalencia

Prevalencia de la circuncisión por países

La circuncisión es uno de los procedimientos más ampliamente realizados en el mundo. Aproximadamente un tercio de los hombres en todo el mundo están circuncidados, a menudo por razones religiosas o culturales. Se practica comúnmente en la infancia. La OMS estima que en el 2007 unos 664 500 000 hombres de 15 años y más fueron circuncidados (30-33 % de prevalencia global), casi el 70 % de los cuales eran musulmanes.[cita requerida]
La circuncisión es más prevalente en el mundo musulmán, Israel, Corea del Sur, Estados Unidos y partes del sudeste de Asia y África. Es relativamente rara en Europa, América Latina, partes de África meridional y Oceanía y la mayor parte de Asia. La prevalencia es casi universal en el Oriente Medio y Asia Central. La circuncisión no religiosa en Asia, fuera de la República de Corea y Filipinas, es bastante rara, y la prevalencia es generalmente baja (menos del 20 %) en toda Europa.[cita requerida]
Las estimaciones para los países individuales incluyen Taiwán en el 9 % y Australia 58,7 %. La prevalencia en los Estados Unidos y Canadá se estima en 75 % y 30 % respectivamente. La prevalencia en África varía desde menos del 20 % en algunos países del sur de África a casi universal en África Septentrional y Occidental.[cita requerida]
Los índices de la circuncisión neonatal de rutina a través del tiempo han variado considerablemente según el país. En Estados Unidos, las encuestas de alta hospitalaria estimaron las tasas en 64,7 % en el año 1980, 59,0 % en el año 1990, 62,4 % en 2000, y el 58,3 % en 2010. Estas estimaciones no tienen en cuenta las circuncisiones no hospitalarias, o de procedimientos realizados por razones médicas. Canadá ha visto un lento declive desde la década 1970, posiblemente influenciado por las declaraciones de la AAP y la Sociedad Canadiense de Pediatría publicado en la década de 1970 que dicen que el procedimiento no está médicamente indicado. En Australia, la tasa disminuyó en los años 1970 y 80, pero ha ido aumentando poco a poco a partir de 2004. En el Reino Unido, se estima que la prevalencia era de un 20-30 % en la década de 1940, pero se redujo drásticamente después de que el Servicio Nacional de Salud (NHS) dejase de cubrir los costes del procedimiento.[cita requerida]
La prevalencia en el sur Corea ha aumentado notablemente en la segunda mitad del siglo XX, pasando de cerca de cero alrededor de 1950 a alrededor de 60 % en 2000, con los saltos más importantes de las dos últimas décadas de ese período de tiempo. Esto se debe probablemente a la influencia de los Estados Unidos, que estableció un fideicomiso para el país después de la Segunda Guerra Mundial.[cita requerida]
En 2006, según estimaciones de la OMS, el 30 % de los hombres del mundo estaba circuncidado. El procedimiento es más prevalente en el mundo musulmán e Israel (donde es casi universal), los Estados Unidos y partes del sudeste de Asia y África; es relativamente rara en Europa, América Latina, partes de África del Sur y la mayor parte de Asia.
En Alemania, el número de circuncisiones y operaciones prepuciales ha disminuido en términos absolutos y relativos. Las circuncisiones fueron más frecuentes en los primeros 5 años de vida y por encima de los 15 años, mientras que las operaciones de preservación prepucial se prefirieron en los grupos de edad entre 5 y 14 años. Entre 2005 y 2017, se produjo un descenso significativo de las circuncisiones en pacientes de todos los grupos de edad.

### Distribución geográfica

>80 % predominio
20-80 % predominio
<20 % predominio
N/A

- En los países musulmanes, en Israel y en las Filipinas, la mayoría de los hombres son circuncidados.[17]
- En Europa, en América Latina y en Asia (fuera de los países musulmanes), la circuncisión es muy rara, siempre por debajo del 20 % de los hombres circuncidados:[17] 1,8 % en España,[18] 1,6 % en Dinamarca (en 1986),[19] 7,4 % en Brasil,[18] 6,9 % en Colombia, entre el 10 % y el 31 % en México,[20] menos del 1 % en Japón y en China.[21] La circuncisión es en gran medida un fenómeno moderno en Corea del Sur. Mientras que durante el siglo XX la tasa de circuncisión aumentó hasta rondar el 80 %.[22][23][24]

- En la angloesfera, la circuncisión masculina es común, pero en declive.[25] El Royal Australasian College of Physicians dice que «en Australia, la circuncisión alcanzó un máximo de prevalencia del 85 % en la década de 1950 y se ha reducido desde entonces entre el 10 y el 20 %».[26] La prevalencia de la circuncisión ha caído de la misma forma en Nueva Zelanda,[26] en el Reino Unido[27] y en Canadá.[28] En los Estados Unidos, la disminución es menor. Actualmente el 56,9 % de los hombres son circuncidados a los pocos días del nacimiento[29] (en la década de 1960, el 90 % de los hombres fueron circuncidados), si bien el porcentaje varía dependiendo de la región.[30] Por último, en la «XVIII Conferencia Internacional sobre el VIH/sida» en Viena (2010), un investigador informó que la prevalencia de la circuncisión en los Estados Unidos ha disminuido al 32,5 % en 2009.[31]

## Indicaciones

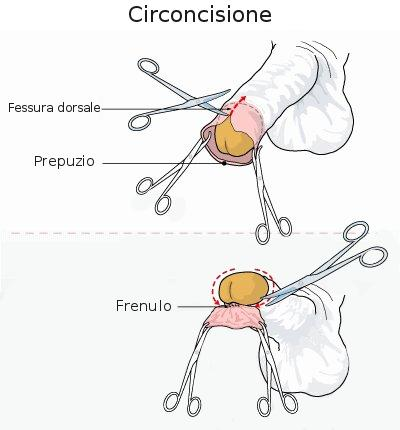
Esquema que muestra una circuncisión realizada con tijeras y pinzas hemostáticas.

Las principales indicaciones terapéuticas son el tratamiento de la fimosis, la hipospadia, la parafimosis, la balanopostitis crónica, así como la prevención de algunas infecciones virales.
La OMS sostiene que:

La circuncisión masculina reduce en un 60% el riesgo de transmisión sexual de las mujeres a los hombres. La circuncisión masculina por razones médicas es una intervención que brinda protección parcial para toda la vida contra las infecciones de transmisión sexual, en especial la causada por el VIH.

Entre los beneficios se pueden señalar:

- Reduce el riesgo de infecciones del tracto urinario en niños.
- Disminuye el riesgo de adquirir infecciones de transmisión sexual como el papiloma virus, el chancro y la sífilis.
- Protege contra el cáncer de pene.
- Reduce el riesgo de cáncer cervical en la mujer pareja del hombre circuncidado.
- Previene la inflamación del glande (balanitis) y del prepucio (postitis).
- Reduce en 60 % el riesgo de infección por VIH.
- Permite que el pene se mantenga más limpio, con menos esmegma.
- Facilita la colocación del condón.

La circuncisión por motivos médicos se practica en algunos países de forma rutinaria a bebés como medida de higiene para evitar enfermedades, práctica cuestionada. La tendencia actual es a no realizar la circuncisión a bebés como medida de higiene.[cita requerida]

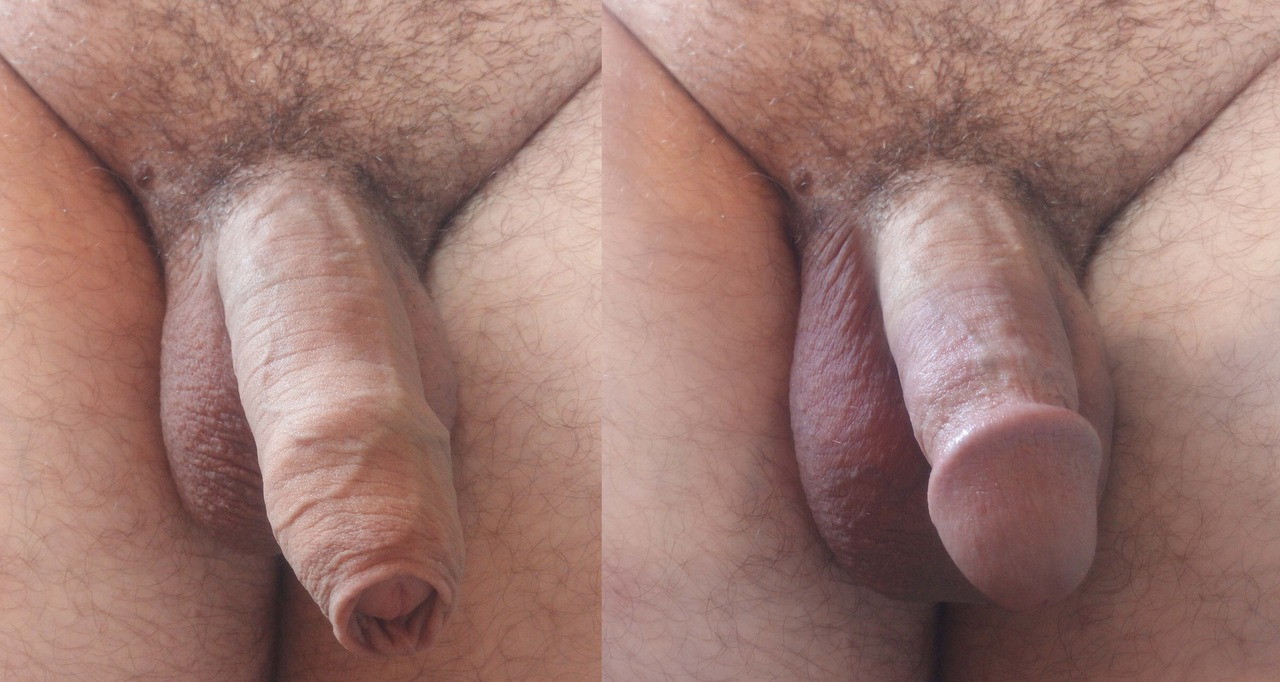
Pene flácido antes y después de la circuncisión. Tras la intervención, el glande queda permanentemente al descubierto.

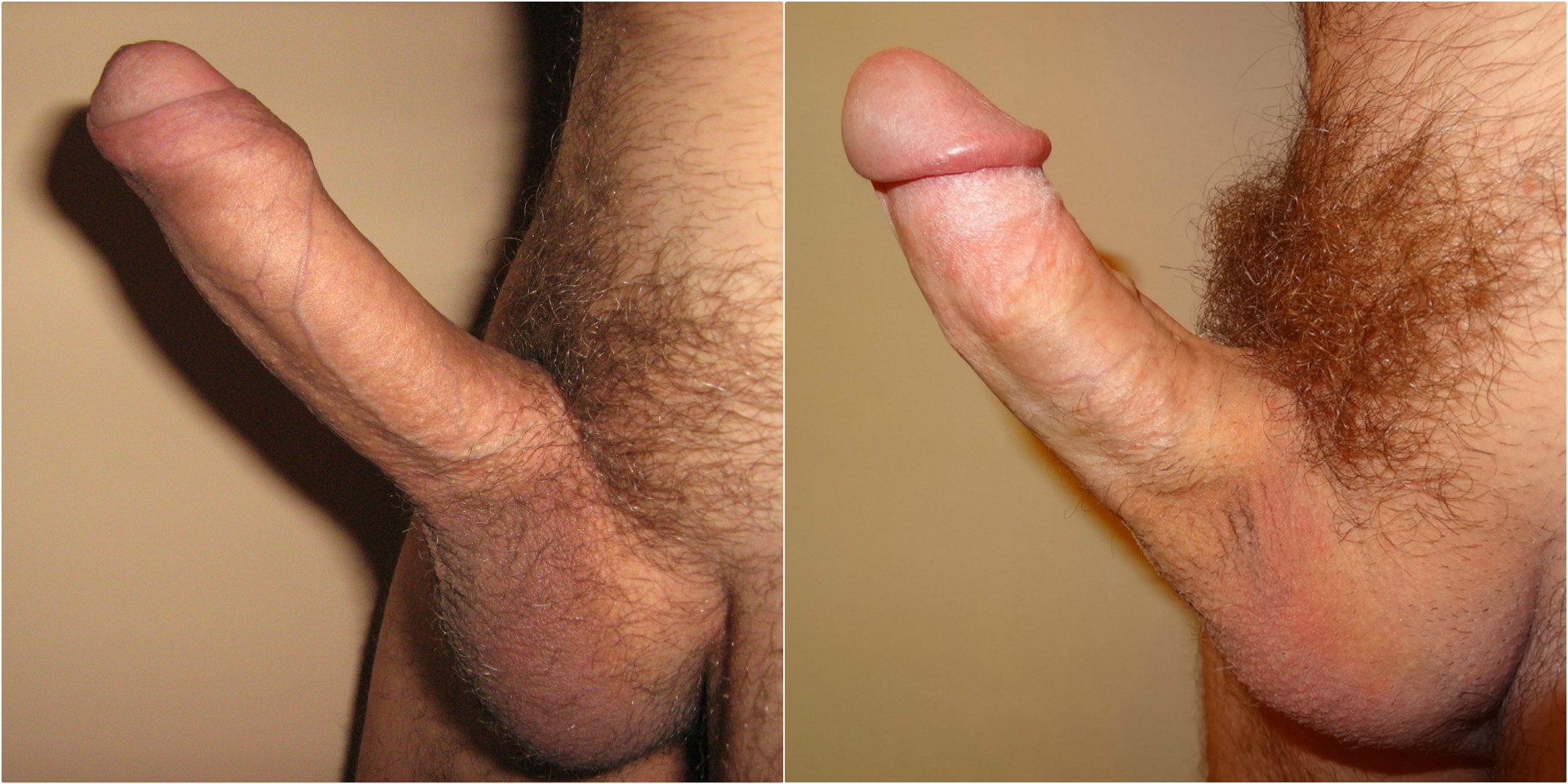
Pene erecto antes y después de la circuncisión

La circuncisión por razones médicas implica 10 hombres por 1000,
La circuncisión para tratar la fimosis se suele realizar a partir de los tres años de edad, pues antes, la mayoría de las estrecheces prepuciales son reversibles. Después de los tres años, el propio niño en su higiene diaria y más tarde con la masturbación, puede solucionar la mayoría de las supuestas fimosis.
Antes de recurrir a la circuncisión, el tratamiento con corticoides tópicos indicados por el pediatra a partir de los tres años durante unos dos o tres meses y con la ayuda de retracciones suaves puede solucionar la fimosis.
También se puede recurrir a la prepucioplastia, una operación menos agresiva que permite conservar el prepucio.
La circuncisión puede estar médicamente indicada en los niños con fimosis patológica, balanopostitis refractaria y crónica, infecciones recurrentes del tracto urinario (ITU) en los varones que son crónicamente susceptibles a ellos.
La Organización Mundial de la Salud promueve la circuncisión como una medida preventiva para hombres sexualmente activos en poblaciones en alto riesgo de contraer el VIH.[cita requerida]

## Contraindicaciones
La circuncisión está contraindicada en niños con ciertas anomalías genitales estructurales, como una abertura de la uretra fuera de lugar (como en hipospadias y epispadias), curvatura de la cabeza del pene (curvatura peneana), o genitales ambiguos, porque el prepucio puede ser necesario para la cirugía reconstructiva. La circuncisión está contraindicada en los bebés prematuros.[cita requerida]
Si una persona, niño o adulto, se sabe que tiene o ha tenido familiares con historial de trastornos hemorrágicos graves (hemofilia), es recomendable que se comprueben las propiedades normales de coagulación de la sangre antes de intentar el procedimiento.

## Efectos
Muchos científicos argumentan que la circuncisión disminuye el riesgo de infección de HIV y todo tipo de infecciones de transmisión sexual.

### Higiene

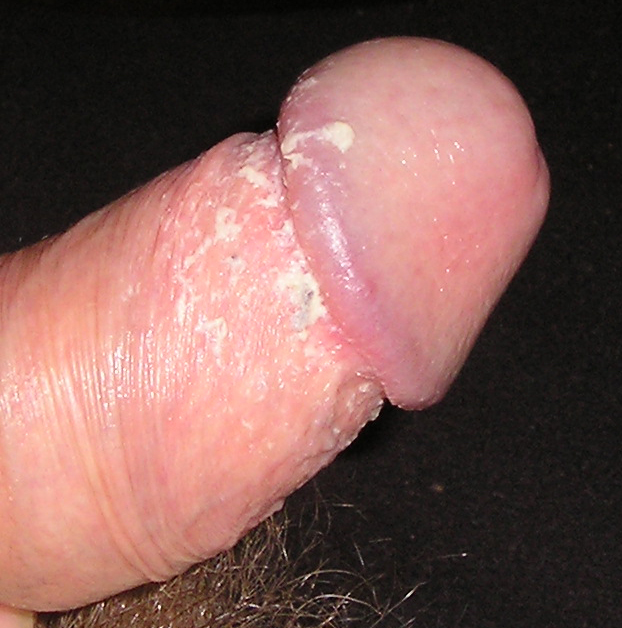
Pene sin circuncidar con esmegma. Cuando no existen problemas de retracción, el esmegma puede ser fácilmente eliminado con agua tibia, manteniendo una higiene básica.

A los hombres circuncidados no se les acumula el esmegma, aunque a los hombres sin circuncidar tampoco se les acumula esmegma con tal de que mantengan una higiene básica. La circuncisión y la higiene no están científicamente vinculadas: la Real Asociación Médica Holandesa dice que «no hay pruebas convincentes de que la circuncisión sea útil o necesaria en materia de prevención e higiene».
Además, la American Academy of Pediatrics dice que «la circuncisión ha sido sugerida como un método eficaz para mantener la higiene del pene desde la época de las dinastías egipcias, pero hay pocas pruebas para afirmar la asociación entre el estado de la circuncisión y la higiene del pene óptima».
Los sexólogos norteamericanos William Masters y Virginia Johnson no consideran que exista relación alguna entre la circuncisión, la salud y las funciones sexuales del pene, ni para bien ni para mal: «Por nuestra parte, no disponemos de ninguna prueba convincente, demostrativa de que la circuncisión repercuta de un modo u otro en la función sexual del varón. En todo caso, es improbable que los hombres no circuncisos que mantienen una higiene elemental, se hallen en desventaja notable desde un punto de vista sanitario».

### Placer y vida sexual
Los efectos de la circuncisión sobre la sexualidad son objeto de debate y no existe consenso en la comunidad científica. Un estudio realizado en Dinamarca en 2011 indica que la circuncisión se asocia con dificultades para alcanzar el orgasmo, mientras que un estudio efectuado en Uganda en 2009 sugiere lo contrario. La mayoría de estudios no sugieren un mayor o menor placer sexual en ninguno de los casos.
Los defensores de esta práctica sostienen que la circuncisión ni disminuye la sensibilidad del pene ni reduce la satisfacción sexual . Los detractores de la misma argumentan que durante la intervención se elimina una gran cantidad de tejido erógeno ubicado en el prepucio, quedando el glande y el prepucio residual expuestos al roce constante, lo que desencadena un proceso denominado queratinización, que puede provocar la pérdida de sensibilidad del pene con el tiempo. Sin embargo, dicha pérdida no se ha registrado en los grandes colectivos de circuncidados, que históricamente han exhibido patrones similares de vida sexual activa que los no circuncidados. Por lo que no se aprecian, generalmente, diferencias en la función eréctil, la prolongación del acto sexual, o la eyaculación precoz.
Estudios realizados en varones circuncidados a una edad adulta han tenido como objetivo la comparación de un antes y un después, tanto en términos físicos como factores psíquicos (sexualiad, autoestima, etc.), excluyendo a pacientes que habían realizado la operación por padecer dolores durante el coito, como los producidos por una balanopostitis crónica. En términos de sensibilidad del glande, se han dado los mismos resultados contradictorios, mientras que en cuanto a los efectos psíquicos, han sido determinantes en una variedad de desenlaces, desde una desmesurada actividad sexual posterior a la circuncisión hasta una reducción de la misma, principalmente debido a problemas de adaptación y prejuicios. Otro efecto importante tienen las reacciones de las parejas sexuales, que en algunos países suelen ser muy positivas, lo cual resulta en la mejora de las relaciones sexuales. La construcción social también juega un papel importante a la hora de disfrutar en mayor o menor medida de las relaciones sexuales, tendiendo a ser muy positiva en sociedades y colectivos con un mayor porcentaje de circuncidados.
En un estudio realizado en Estados Unidos, el 63 % de los pacientes afirmó haber experimentado una mejora en su vida sexual, mientras que un 20 % alegó un empeoramiento (aunque se estableció que no siempre tuvo que ver con el hecho de la circuncisión). Un estudio paralelo en Corea del Sur proporcionó unos resultados contradictorios, con solo 6 % de los pacientes admitiendo una mejora en su vida sexual, el 20 % un empeoramiento (atribuido sobre todo a factores sociales) y la mayoría afirmando no haber experimentado cambios sustanciales.

### Virus de inmunodeficiencia humana
Según algunos estudios, la circuncisión reduce el riesgo de infección por VIH en los hombres heterosexuales en poblaciones de alto riesgo.
La evidencia entre los hombres heterosexuales en África subsahariana muestra una disminución absoluta de riesgo del 1,8 %, que es una disminución relativa de entre 38 por ciento y 66 por ciento en dos años, y en esta población los estudios determinan que la circuncisión es efectiva. Sin embargo, este beneficio no está claro en países desarrollados.
Hay explicaciones plausibles, basadas en la biología humana, de cómo la circuncisión puede disminuir la probabilidad de la transmisión del VIH de mujer a hombre.
Las capas superficiales de la piel del pene contienen células de Langerhans, que son objetivos para el VIH; retirando el prepucio, se reduce el número de estas células.

Cuando un pene no circuncidado está flácido, la bolsa entre el interior del prepucio y la cabeza del pene proporciona un entorno propicio para la supervivencia de patógenos; la circuncisión elimina esta bolsa. Alguna evidencia experimental se ha proporcionado para apoyar estas teorías.
La OMS y el Programa Conjunto de las Naciones Unidas sobre el VIH/sida (ONUSIDA) indican que la circuncisión masculina es una intervención eficaz para prevenir el VIH, pero debe ser realizada por profesionales médicos bien capacitados y en condiciones de consentimiento (consentimiento informado de los padres por los bebés varones).
La OMS ha juzgado que la circuncisión es una intervención de salud pública efectiva y barata contra la propagación del VIH en África, aunque no necesariamente más efectiva y barata que los condones.
Los Centros para el Control y la Prevención de Enfermedades (CDC) han calculado que la circuncisión del recién nacido es efectiva y barata contra el VIH en los EE. UU. La recomendación conjunta OMS / ONUSIDA también toma nota de que la circuncisión solo proporciona una protección parcial contra el VIH y no debe sustituir a los métodos conocidos de prevención del VIH. La evidencia disponible no indica que la circuncisión proteja del VIH a las mujeres heterosexuales. Está sin determinar si la circuncisión ofrece algún beneficio a los homosexuales.
En relación con el sida en África, desde marzo de 2007, al tiempo que subraya la necesidad de una decisión informada sobre los riesgos y beneficios de la intervención, la Organización Mundial de la Salud recomienda la circuncisión como medio para luchar contra el sida en África, una región del mundo muy afectada por la epidemia. Pero la OMS insiste en que la circuncisión protege solo parcialmente, y que los condones son una mejor manera de proteger contra el Sida. Se han encontrado relaciones estadísticas entre los índices de incidencia del sida y el porcentaje de hombres circuncidados. Es precisamente este tipo de datos los que han llevado a la OMS a considerar la circuncisión como un método preventivo contra el sida. Los datos comparativos de Estados Unidos y Europa, el primero con una prevalencia del SIDA del 0,33 % y con un promedio de varones circuncidados por año del 50 % frente a Europa, con una incidencia del SIDA de casi un 0,10 % y un promedio de varones circuncidados que está muy por debajo del 10 %. Estas cifras no pueden explicar la relación existente entre la circuncisión y la transmisión del VIH, toda vez que no aclaran el porcentaje de varones no circuncidados entre los afectados por la enfermedad, y además no contemplan otras diferencias demográficas y culturales en las dos poblaciones.
De acuerdo con la OMS y el ONUSIDA, la circuncisión es una estrategia de prevención adicional contra la epidemia del sida en las zonas en donde la infección por VIH es generalizada, como en el África subsahariana. No existe, sin embargo, evidencia científica clara de que la circuncisión ofrezca protección frente a esta enfermedad; incluso existen estudios que sugieren lo contrario.

### Virus del papiloma humano
El virus del papiloma humano (VPH) es la infección de transmisión sexual más común, y afecta tanto a hombres como a mujeres.
Aunque la mayoría de las infecciones son asintomáticas y se eliminan por el sistema inmune, algunos tipos de virus causan verrugas genitales y otros tipos, si no se tratan, causan varias formas de cáncer, incluyendo el cáncer de cuello uterino y cáncer de pene. Las verrugas genitales y cáncer de cuello uterino son los dos problemas más comunes que resultan de VPH. La circuncisión se asocia con una reducción de la prevalencia de los tipos oncogénicos de la infección por VPH, lo que significa que un hombre circuncidado seleccionado al azar es menos probable que se encuentre infectado con tipos que causan cáncer de VPH que un hombre no circuncidado. También disminuye la probabilidad de múltiples infecciones.

### Otras infecciones de transmisión sexual
Los estudios que evalúan el efecto de la circuncisión sobre la incidencia de otras infecciones de transmisión sexual han llegado a conclusiones contradictorias a día de hoy. Un meta-análisis de 2006 encontró que la circuncisión se asoció con menores tasas de sífilis chancroide y posiblemente herpes genital. Una revisión de 2010 encontró que la circuncisión reduce la incidencia de infecciones por HSV-2 (virus del herpes simple tipo 2) en un 28 %. Los investigadores encontraron resultados mixtos para la protección contra tricomonas vaginalis y Chlamydia trachomatis y ninguna evidencia de protección contra la gonorrea o la sífilis. En 2016 se descubren fraudes en las investigaciones del trachomatis, similares a los del papiloma. Para los hombres que tienen relaciones sexuales con otros hombres, las revisiones han encontrado una insuficiente protección contra las infecciones de transmisión sexual.

### La fimosis, balanitis y balanopostitis
La fimosis es la incapacidad para retraer el prepucio sobre el glande del pene. Al nacer, el prepucio no puede retraerse debido a adherencias entre el prepucio y el glande, y esto se considera normal (fimosis fisiológica). Con el tiempo la piel del prepucio se separa naturalmente del glande, y la mayoría de los niños son capaces de retraer el prepucio a los tres años.
Menos de uno por ciento siguen teniendo problemas en la edad de 18 años. Si la incapacidad para hacerlo se convierte en problemática (fimosis patológica), la circuncisión es una opción de tratamiento; sin embargo, lo ideal será optar siempre primero por soluciones conservadoras y reservar la circuncisión a casos en donde sea realmente necesaria. Esta fimosis patológica puede deberse las cicatrices de enfermedades de la piel como la balanitis xerótica obliterante, episodios repetidos de balanopostitis o retracción forzada del prepucio. Las cremas pueden evitar la necesidad de cirugía, pero pueden llevar consigo muchos riesgos si no se controla su uso adecuadamente. El procedimiento también puede usarse para prevenir el desarrollo de fimosis.
Una inflamación del glande y el prepucio se denomina balanopostitis, y la condición que afecta solo al glande es llamada balanitis. En la mayoría de los casos estas condiciones se dan en los varones no circuncidados, afectando del 4 % al 11 % de este grupo. Se cree que el espacio húmedo, caliente debajo del prepucio, facilita el crecimiento de patógenos, en especial cuando la higiene es deficiente, pero esto no está comprobado. Las levaduras, especialmente Cándida albicans, son la infección del pene más común y rara vez son identificados en las muestras tomadas de los varones circuncidados. Ambas condiciones se tratan generalmente con antibióticos tópicos (crema metronidazol) y antifúngicos (crema clotrimazol) o cremas con esteroides de baja potencia.
La circuncisión es una opción de tratamiento para la balanopostitis refractaria o recurrente. Cuando se realiza por razones médicas, principalmente como un tratamiento para fimosis y la parafimosis, la circuncisión implica a 80 hombres de cada 1000.

### Infecciones del tracto urinario
Una infección urinaria afecta a partes del sistema urinario, incluyendo la uretra, la vejiga y los riñones.
Existe un riesgo de un 1 % de infecciones urinarias en los niños menores de dos años de edad, y la mayoría de los incidentes se producen en el primer año de vida.
No hay evidencias claras de que la circuncisión reduzca la incidencia de infecciones urinarias en los niños menores de dos años de edad, aunque hay pruebas de reducción de la incidencia por un factor de 3 a 10 veces, pero la prevención de IU no justifica el uso rutinario del procedimiento.
La circuncisión es más probable que se beneficien los niños que tienen un alto riesgo de infecciones urinarias debido a defectos anatómicos, y puede ser utilizada para tratar las infecciones urinarias recurrentes.
Hay una explicación biológica plausible para la reducción en el riesgo de infección del tracto urinario después de la circuncisión. El orificio a través del cual pasa la orina en la punta del pene (meato urinario) alberga bacterias que causan enfermedades del sistema urinario más en varones no circuncidados que en los niños circuncidados, especialmente en los menores de seis meses de edad. A medida que estas bacterias son un factor de riesgo para infecciones del tracto urinario, la circuncisión puede reducir el riesgo de infecciones del tracto urinario a través de una disminución en la población de bacterias.

### Cánceres
La circuncisión tiene un efecto protector contra los riesgos de cáncer de pene en los hombres, y el cáncer de cuello uterino en las parejas sexuales femeninas de los hombres heterosexuales. El cáncer de pene es poco común, con aproximadamente 1 caso nuevo por cada 100 000 personas por año en los países desarrollados, y mayores tasas de incidencia en el África subsahariana (por ejemplo, 1,6 en Zimbabue, 2,7 en Uganda y 3,2 en Suazilandia).
En la infancia o la adolescencia, la circuncisión se asocia con un riesgo reducido de carcinoma de células escamosas invasivo en particular. Existe una asociación entre la circuncisión de adultos y un mayor riesgo de cáncer de pene invasor. El cáncer de pene es muy raro en las poblaciones de varones circuncidados neonatalmente. Factores de riesgo importantes para el cáncer de pene incluyen la fimosis y la infección por el VPH, los cuales son mitigados por la circuncisión. La circuncisión también se asocia con una reducción de la prevalencia de tipos de VPH que causan cáncer en los hombres y un menor riesgo de cáncer de cuello de útero (que es causada por un tipo de VPH) en las parejas femeninas de los hombres.
Debido a que el cáncer de pene es poco común (y puede ser aún más raro con el aumento de las tasas de vacunación contra el VPH), y la circuncisión tiene riesgos, la práctica no se considera valiosa como medida profiláctica contra el cáncer de pene en los Estados Unidos.

## Culturas y religiones
En algunas culturas los varones son circuncidados poco después del nacimiento, en la infancia o durante la pubertad, como parte de un rito de iniciación.
La circuncisión, como ceremonia o costumbre tribal es frecuente en los siguientes lugares: África, Australia, las islas del Océano Pacífico, el archipiélago Malayo y Nueva Guinea. Se piensa que la circuncisión también era realizada antiguamente por algunas civilizaciones de indios americanos. En Corea del Sur, los hombres son circuncidados por razones higiénicas, y en filipinas también son circuncidados los niños por razones de higiene en un ritual llamado tuli.
En algunas ceremonias de circuncisión el prepucio es o era ofrecido como un sacrificio a los espíritus. Frecuentemente la circuncisión ritual sirve para demostrar que el varón es una persona madura, con la capacidad de soportar el dolor, el sufrimiento y las dificultades de la vida, pudiendo asumir gran la responsabilidad que conlleva contraer matrimonio y formar su propia familia.
Otra de las utilidades de la circuncisión entre tribus, es el servir como un método de distinción cultural. Marcando una distinción con otros pueblos que no la practican.
Las circuncisión es una práctica común o incluso obligatoria en algunas religiones, como es el caso de musulmanes y judíos. En cambio, los cristianos no la practican habitualmente, al menos por motivos directamente religiosos. Los hindúes y los budistas tampoco la practican.
Los musulmanes ya practicaban la circuncisión antes de la llegada del profeta Mahoma. El Corán no obliga a circuncidar, sin embargo, lo normal es que los hombres sean circuncidados antes de casarse. Con frecuencia los musulmanes realizan la circuncisión durante la infancia.
Para los judíos es obligatoria, como parte de la alianza entre Abraham y Dios. Los judíos circundan a sus hijos el octavo día después de nacer, la persona encargada de realizar la circuncisión debe contar con los conocimientos tanto quirúrgicos como religiosos y recibe el nombre de mohel. Primero el mohel reza una oración, tras lo cual circunda al bebe y lo bendice dándole un nombre.

### Judaísmo

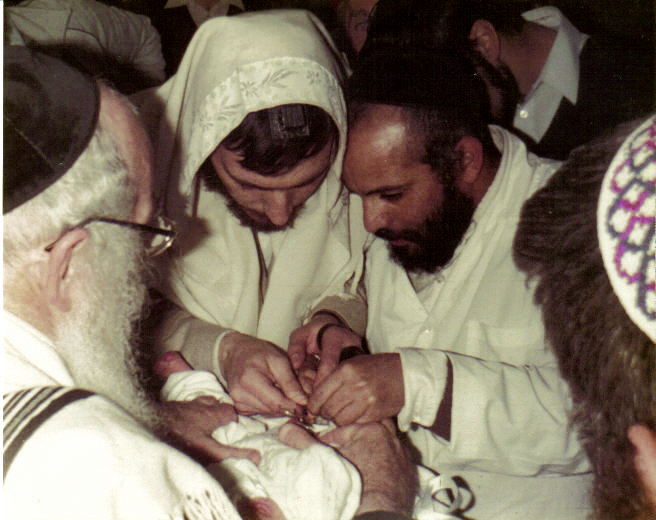
Ceremonia de Brit Mila

Fieles a la tradición de los hebreos, la mayoría de los judíos continúan practicando la circuncisión al octavo día después del nacimiento del niño, excepto en caso de contraindicación médica.
El padre es el responsable de preparar la ceremonia, que debe realizarse por la mañana temprano y es precedida por una vigilia consagrada a los rezos.
La circuncisión se llama en hebreo milah, pero la expresión completa es brit milah, cuya primera palabra significa 'alianza'. En efecto, esta circuncisión se practica para recordar el pacto establecido entre Yavé y Abraham, en el que éste sería hecho «padre de muchedumbre de gentes» (Génesis 17:4).
La persona gentil que ha culminado su preparación con vistas a su ingreso en la familia judía, y que ha sido aprobada por un bet-din (especie de tribunal con tres rabinos) competente, debe realizar necesariamente además tres pasos ceremoniales (dos si es mujer): Circuncisión (solo varones), Inmersión en pileta ritual, y Ofrenda en el Templo (este paso en la actualidad es omitido, pues al no existir Templo en Jerusalén, está vedada la ofrenda de sacrificios).
La circuncisión no es requerida por el judaísmo para que uno sea considerado judío, pero algunos creyentes prevén graves y negativas consecuencias espirituales si se descuida.[cita requerida]
La circuncisión se cita en numerosas ocasiones en el Tanaj (para los judíos) o Antiguo Testamento (para los cristianos) de la Biblia. Según este texto, Abraham y su familia fueron los primeros circuncidados, a partir de que Dios se manifestase a éste y le indicara las condiciones de su alianza con el pueblo judío (Génesis 17:4-12): «He aquí mi pacto contigo: serás padre de una muchedumbre de pueblos, de los que saldrán reyes.
Tú, de tu parte y tu descendencia, circuncidad a todo varón, circuncidad la carne de vuestro prepucio y esa será la señal de mi pacto para con vosotros. A los ocho días de edad será circuncidado todo varón entre vosotros, de generación en generación, tanto el nacido en casa como el comprado por dinero a cualquier extranjero que no sea de tu linaje».
A los 99 años, Abraham se habría circuncidado, impuesto la práctica a su primogénito Ismael, así como a todos los hombres y niños de su casa. Repetiría la operación en su hijo pequeño Isaac a los ocho días de su nacimiento.
La circuncisión fue objeto de una querella entre helenistas o judíos helenizados y los judíos ortodoxos. Esta querella había sido lanzada por la coronación del rey seléucida Antíoco IV Epífanes que preconizaba la helenización a ultranza con:
1. La efebía o preparación militar, que suponía la gimnasia desnudos en la palestra.
2. Abandono de la circuncisión entre los griegos, en contra de los judíos.
3. La adopción de la lengua griega en detrimento del arameo.

Esta tentativa se estanca, pero dio lugar a la guerra de los Macabeos a la que hacen referencia dos libros del Antiguo Testamento (según el canon católico) y dos libros apócrifos. Uno de sus autores fue Jasón de Cirene, judío de la diáspora helenizado.
De acuerdo a la ley tradicional judía, en ausencia de varón judío experto, una mujer, un esclavo, o un niño, que tenga las habilidades requeridas, también está autorizado para realizar la circuncisión, a condición de que él o ella sea judío.
La mayoría de las corrientes del judaísmo no ortodoxo permiten mohels femeninos, llamados mohalot (hebreo: מוֹהֲלוֹת, plural de מוֹהֶלֶת mohelet, femenino del mohel), sin restricción. En 1984, la doctora Deborah Cohen se convirtió en la primera mohelet ; que fue certificado por el programa Berit Milá del judaísmo reformista.
Algunos judíos contemporáneos optan por no circuncidar a sus hijos y han desarrollado una ceremonia de bienvenida que llaman el shalom brit. Esta ceremonia no está aprobada oficialmente por las organizaciones rabínicas, que hacen la recomendación de que los niños varones deben ser circuncidados, aunque el problema de los conversos sigue siendo controvertido y la circuncisión de los conversos no es obligatoria en este movimiento.

### Islam

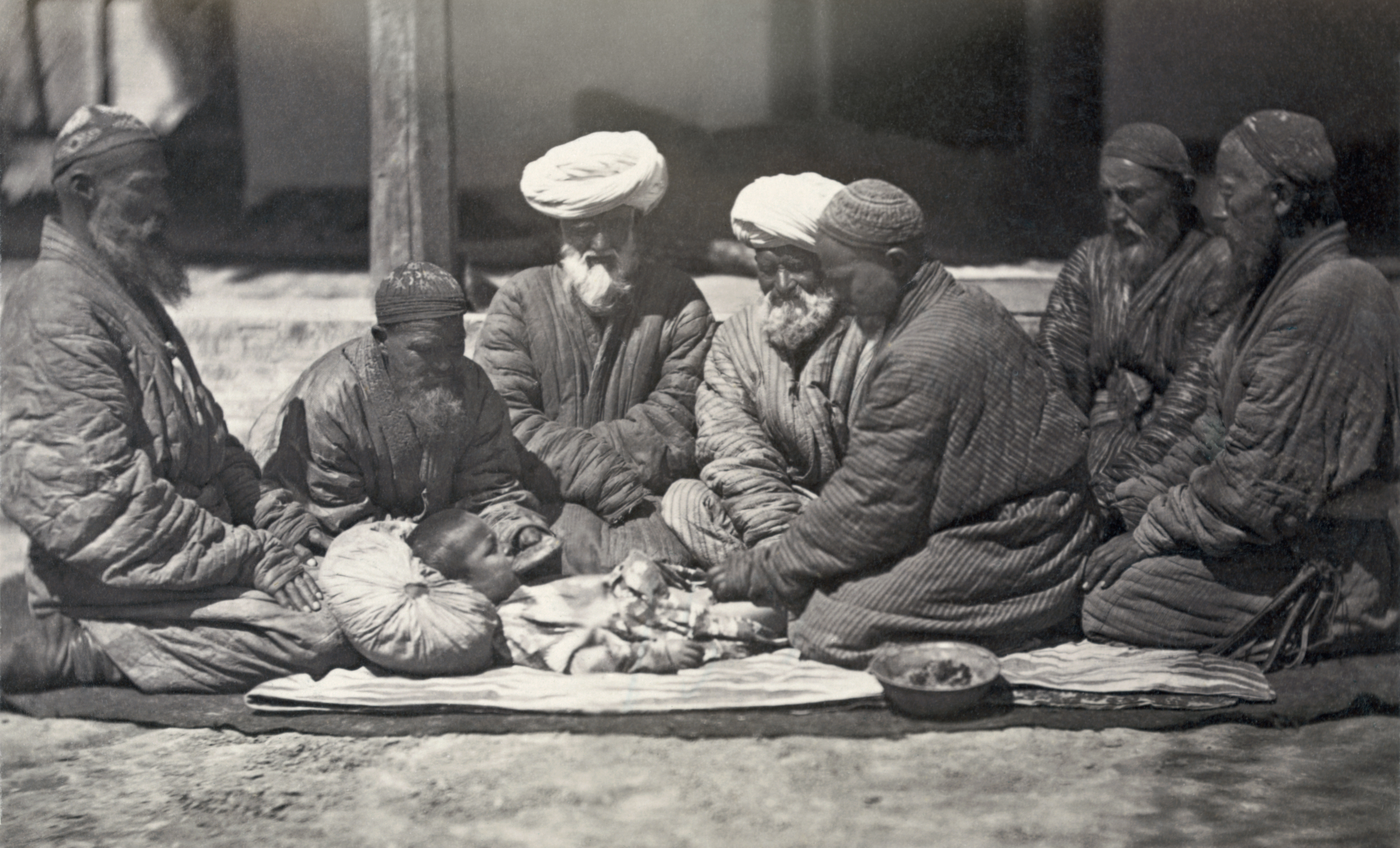

La circuncisión es practicada por la mayoría de los musulmanes, aunque su práctica procede de una tradición preislámica. Para los musulmanes, la circuncisión es también una cuestión de limpieza, purificación y control sobre de uno mismo.
El Islam basa la práctica de la circuncisión en el Génesis 17, el mismo capítulo bíblico referido por los judíos. El procedimiento no se menciona explícitamente en el Corán, sin embargo, se trata de una tradición establecida directamente por el profeta del islam Mahoma (después de Abraham), por lo que su práctica se considera una sunna (tradición del profeta) y es muy importante en el Islam. Solo una de las cuatro escuelas sunníes, la shafií, la considera preceptiva, pero para el resto de los musulmanes no es obligatoria.
La edad a la que se debe practicar la circuncisión es objeto de debate y varía según los lugares. En algunos sitios, como Irán, tiene lugar a menudo en el mismo momento del nacimiento. Sin embargo, en otros lugares se puede esperar hasta los siete años, edad que muchos consideran como más adecuada. Lo más importante es que la operación sea realizada antes de la pubertad. La circuncisión de un niño se celebra con una fiesta familiar, en la cual el circunciso recibe regalos.
El momento corresponde con la finalización del chico de su recitación de todo el Corán, con un evento de mayoría de edad, como asumir la responsabilidad de la oración o compromiso diario. La circuncisión puede celebrar con una familia o evento de la comunidad.
Los adultos incircuncisos que se convierten al Islam no tienen, desde el punto de vista doctrinal, obligación de hacerse practicar esta operación, aunque existe una arraigada creencia popular de que sí es necesario.
La circuncisión (llamado khitan) se practica casi universalmente por los hombres musulmanes.

### Cristianismo

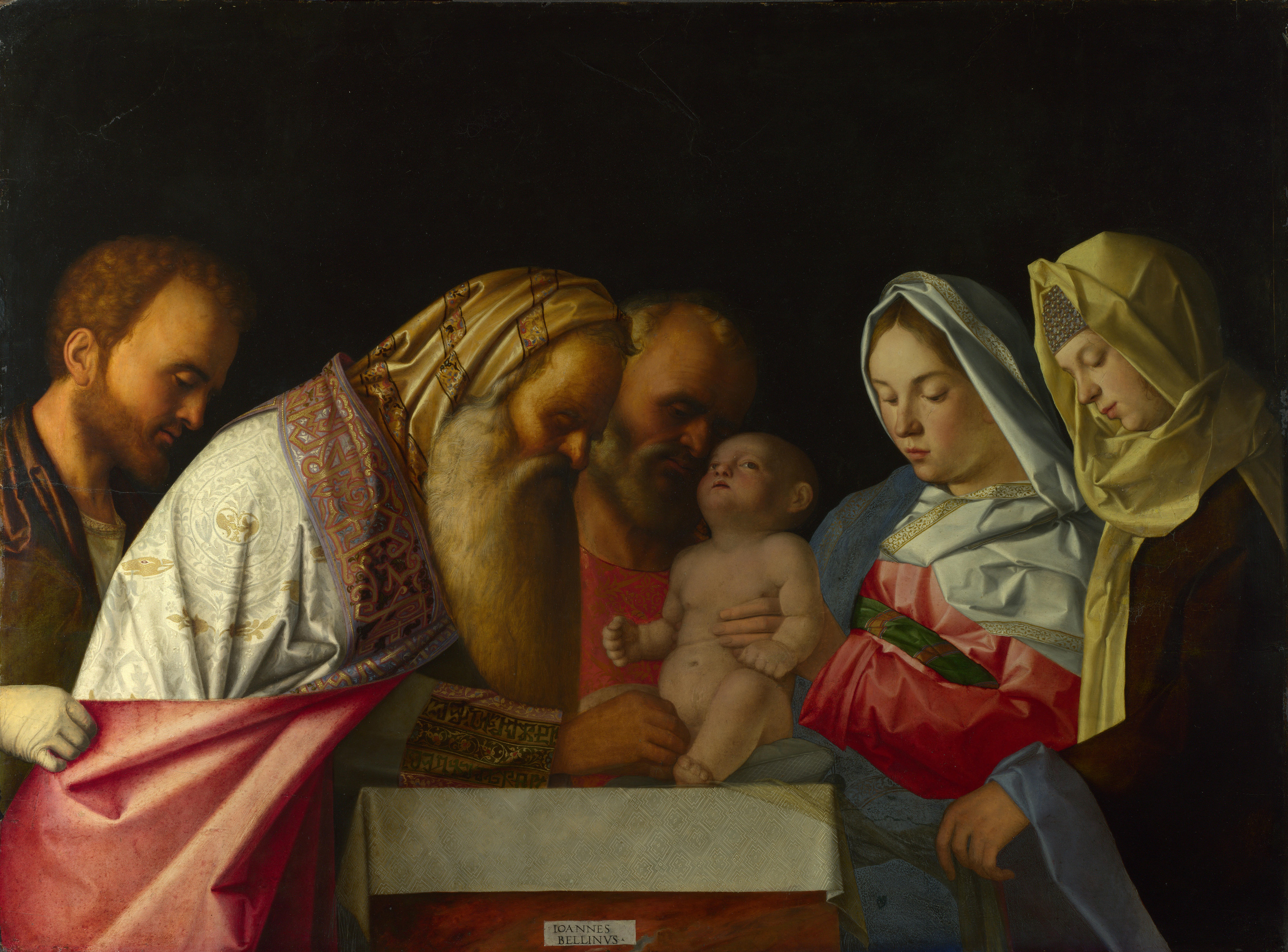
Circuncisión de Cristo. Giovanni Bellini (ca. 1500).

Pablo recomendó no forzar la circuncisión como parte de la salvación del hombre, en contra de los judeocristianos, que aún creían que era necesario para ser parte del pueblo de Dios. La circuncisión continuó practicándose entre las iglesias coptas de Egipto y Etiopía.
En el Nuevo Testamento, solo uno de los cuatro evangelistas nombra de forma clara la circuncisión de Cristo. Se trata de Lucas (2:21): «Cuando se hubieron cumplido los ocho días para circuncidar al niño, le dieron el nombre de Jesús, impuesto por el ángel antes de ser concebido en el seno». Se cree que el primero de enero coincide con la circuncisión de Cristo según la religión Católica, aunque no se ha comprobado que Jesús naciese el 25 de diciembre.
Y el mismo Lucas (1:59-60) comenta que Isabel y Zacarías llevaron a su hijo Juan (el futuro Juan el Bautista) para circuncidarlo: «Aconteció que al octavo día vinieron para circuncidar al niño; y le llamaban con el nombre de su padre, Zacarías; pero respondiendo su madre, dijo: No; se llamará Juan».
En algunas de sus epístolas, Pablo de Tarso, que se trasladó a la diáspora en el medio heleno, llega a mencionar que la circuncisión no es requerimiento para ser parte del pueblo de Dios, aunque no está refiriéndose si es necesaria para el cuerpo humano o no, ya que él mismo como judío tenía la circuncisión. (1.ª Corintios, 7:19): «La circuncisión nada es, y la incircuncisión nada es, sino el guardar los mandamientos de Dios». (ver citas adicionales sobre la circuncisión, tomadas de las cartas de san Pablo en 'Discusión').

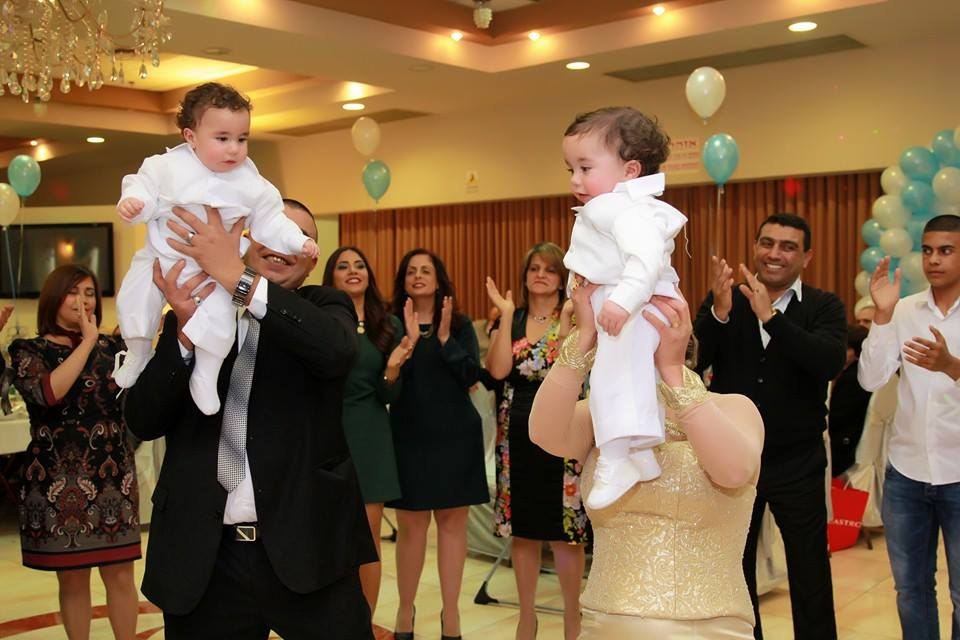
Niños cristianos coptos vistiendo trajes tradicionales de circuncisión.

Según el Nuevo Testamento, el cristianismo no requiere la circuncisión; el cristianismo no la prohíbe tampoco. La Iglesia Católica actualmente mantiene una posición neutral en la práctica de la circuncisión no religiosa, y nunca se ha abordado la cuestión de la circuncisión infantil en particular. Los cristianos coptos practican la circuncisión como un rito de iniciación. La Iglesia ortodoxa etíope pide la circuncisión, con una prevalencia casi universal entre los hombres ortodoxos de Etiopía.
Entre los cristianos, destaca de forma anecdótica que en Inglaterra, la reina Victoria creía que la familia real descendía del Rey David. Hizo circuncidar a sus hijos y nietos, manteniéndose la costumbre hasta finales del siglo XX, cuando la princesa Diana se opuso a la circuncisión de sus hijos.[cita requerida]
Un país de mayoría católica, las Filipinas, presenta una tasa de circuncisión del 100 %. Parece que esta práctica cultural se remonta a unos orígenes prehispánicos y que fue fortalecida por la colonización norteamericana (1898-1946).[cita requerida]

### Culturas africanas
Ciertos grupos culturales africanos, como los Yoruba e Igbo de Nigeria circuncidan a sus hijos. El procedimiento también es practicado por algunos grupos culturales o líneas familiares individuales en el Sudán, Zaire, Uganda y en el sur de África. Para algunos de estos grupos, la circuncisión es una tradición puramente cultural, para distinguir los miembros de un grupo, y sin ninguna significación religiosa. Para otros, la circuncisión podría hacerse como un rito de iniciación, de purificación, o como un signo de sumisión. Al practicarse sin asepsia, muchos jóvenes terminan con lesiones o incluso la muerte.
Los Masái, que viven predominantemente en Kenia y Tanzania, usan la circuncisión como un rito de iniciación. No se utiliza anestesia, y los jóvenes tienen que soportar el dolor, de lo contrario son tildados despectivamente como cobardes. Entre los Xhosa, la circuncisión se practica como un ritual de iniciación, y la ofrenda es la sangre derramada durante el procedimiento. Los niños pequeños son considerados extraños hasta que se someten a la circuncisión.

### Aborígenes australianos
Algunos aborígenes australianos utilizan la circuncisión como parte de un rito de paso a la edad adulta, una prueba de valentía y autocontrol. Después de superarla se considera que un joven ha alcanzado la madurez suficiente para mantener y transmitir las tradiciones, tener una esposa y formar su propia familia.
Se puede acompañar por escarificación cuerpo y la extracción de dientes, y puede ser seguido más tarde por subincisión del pene.

## Circuncisión neonatal
A diferencia de la circuncisión practicada por motivos religiosos, la circuncisión neonatal (o en recién nacidos) es practicada por motivos de tradición, de cultura, de higiene y prevención de enfermedades infecciosas en los neonatos o recién nacidos.
Fue a finales del siglo XIX cuando se originó la circuncisión neonatal por motivos no religiosos en Inglaterra, como medida preventiva contra la masturbación, e incluso para la prevención de sífilis, por lo que esta práctica se extendió a casi todos los países angloparlantes. Hoy en día, en muchos países de habla inglesa la tasa de circuncisión en los bebés ha disminuido relativamente.[cita requerida]

Acerca de la circuncisión infantil rutinaria, existe una controversia relacionada con la ética médica, la justicia, los derechos humanos y la ciencia. Las posiciones de las principales organizaciones médicas del mundo van desde considerar que la circuncisión neonatal no tiene ningún beneficio y tiene riesgos significativos a tener un leve beneficio para la salud y pequeños riesgos. Ninguna organización médica importante recomienda que la circuncisión sea universal para todos los niños (aparte de las recomendaciones de la Organización Mundial de la Salud para determinadas partes de África), o la prohibición del procedimiento.

### La eliminación del prepucio
Para la circuncisión infantil, se suelen utilizar la pinza Gomco, Plastibell y pinza Mogen.
El procedimiento básico comprende:
- Se calcula la cantidad de prepucio a ser eliminado.
- Se abre el prepucio a través del orificio prepucial para revelar el glande debajo y asegurarse de que es normal antes de separar el revestimiento interior del prepucio (epitelio del prepucio) del glande.
- El médico coloca el dispositivo de la circuncisión (esto a veces requiere una hendidura dorsal), que se mantiene hasta que el flujo de sangre se ha detenido.
- Se amputa el prepucio.

Para los adultos, la circuncisión se realiza a menudo sin pinzas.

### El manejo del dolor
El procedimiento de circuncisión causar dolor, y para los recién nacidos este dolor puede interferir con la interacción madre-bebé o causar otros cambios de comportamiento, por lo que se recomienda el uso de anestesia local y analgésicos. El dolor causado por el procedimiento se gestiona de modo farmacológico y no farmacológico.
Métodos farmacológicos, como las inyecciones para el bloqueo del dolor localizadas o regionales y cremas analgésicas tópicas, son seguros y efectivos. El bloque de anillo y bloqueo del nervio dorsal del pene (DPNB) son los más eficaces en la reducción del dolor, y el bloque de anillo puede ser más eficaz que la DPNB. Son más eficaces que la crema EMLA (mezcla eutéctica de anestésicos locales), que es más eficaz que un placebo. Se han encontrado cremas tópicas que irritan la piel de los recién nacidos con bajo peso al nacer, por lo que las técnicas de bloqueo nervioso del pene son recomendadas en este grupo.
Para los bebés, los métodos no farmacológicos, como el uso de una silla acolchada cómoda y una chupete sin sacarosa son más eficaces en la reducción del dolor que un placebo, pero la Academia Americana de Pediatría (AAP) establece que tales métodos son insuficientes por sí solos y deben utilizarse para complementar las técnicas más eficaces.
Un procedimiento más rápido reduce la duración del dolor. Se ha determinado que el uso de la pinza Mogen permite reducir el tiempo que toma realizar el procedimiento y genera menos estrés inducido por el dolor que si se usa la pinza Gomco o Plastibell.
Para los adultos, la anestesia general es una opción, y el procedimiento requiere cuatro a seis semanas de abstinencia de la masturbación o el coito para permitir que la herida cicatrice.

## Posiciones de las organizaciones de la salud
- La Sociedad Sueca de Pediatría,[70] la British Association of Paediatric Urologists[71] la Sociedad Suiza de Cirugía Pediátrica[72] y la Sociedad Alemana de Cirugía Pediátrica[73] protestaron contra la circuncisión no terapéutica de los niños, destacando la ausencia de beneficios médicos, los riesgos de complicaciones y problemas relacionados con la ética y la integridad personal.
- En 2004, en «La circuncisión: Información para los padres», la Canadian Paediatric Society dijo que «después de revisar la evidencia científica y en contra de la circuncisión, la Canadian Paediatric Society no recomienda la circuncisión rutinaria de los varones recién nacidos. Muchos pediatras ya no realizan las circuncisiones».[74]
- En junio de 2006, la British Medical Association dijo que «la circuncisión para fines médicos debe practicarse cuando procedimientos menos invasivos no están disponibles o no son tan efectivos. La BMA se ha abstenido de emitir específicamente una política con respecto a «la circuncisión no terapéutica», afirmando que, en general, «cree que los padres deberían tener derecho a tomar decisiones sobre la mejor manera de promover los intereses de sus hijos, y recae en la sociedad decidir qué límites deben imponerse a las opciones de los padres».[75]
- En 2007, al tiempo que destaca la necesidad de una decisión informada acerca de los riesgos y beneficios de la intervención, la OMS y el ONUSIDA han indicado que, en África, la circuncisión es una medida de prevención del sida, lo que puede reducir (con la prevención y el uso del condón) el riesgo de transmisión en áreas con epidemias generalizadas de VIH (prevalencia superior al 3%) y donde la transmisión es predominantemente heterosexual.[76]
- En junio de 2010, en «Non-therapeutic circumcision of male minors», la Real Asociación Médica Holandesa de los Países Bajos dijo que: «El punto de vista oficial de la Real Asociación Médica Holandesa […] es que la circuncisión no terapéutica de los niños varones es una violación de los derechos del niño a la autonomía y la integridad corporal. Contrariamente a la creencia popular, la circuncisión puede dar lugar a complicaciones —hemorragia, infección, estrechamiento de la uretra y ataques de pánico son particularmente comunes—. La Real Asociación Médica Holandesa, por lo tanto, requiere una fuerte política de disuasión. La Real Asociación Médica Holandesa hizo un llamamiento a los médicos a participar activa y enérgicamente para informar a los padres teniendo en cuenta el procedimiento por falta de beneficios médicos y los riesgos de complicaciones».[77]
- En septiembre de 2010, el Royal Australasian College of Physicians dijo que «las preocupaciones de la ética y los derechos humanos se han planteado con respecto a la circuncisión masculina infantil, ya que se reconoce que el prepucio tiene un papel funcional, la operación no es terapéutica y el niño es incapaz de consentir. Después de revisar la evidencia actualmente disponible, el Royal Australasian College of Physicians calcula que la incidencia de la enfermedad modificable por la circuncisión, el nivel de protección ofrecida por la circuncisión y la tasa de complicaciones de la circuncisión no justifican la circuncisión infantil de rutina en Australia y Nueva Zelanda. Sin embargo, es razonable que los padres sopesen los beneficios y riesgos de la circuncisión y decidan si debe o no circuncidar a su hijo».[78]

- En agosto de 2012, la Academia Americana de Pediatría (AAP) afirma que «la circuncisión electiva de los varones recién nacidos es mayor que los riesgos del procedimiento» y que «los beneficios para la salud son suficientes para justificar el acceso a este procedimiento para las familias que eligen», pero «no son lo suficientemente grandes como para recomendar la circuncisión rutinaria para todos los varones recién nacidos». La AAP considera que los padres deben tomar la decisión final acerca de la circuncisión, después de recoger información útil sobre los riesgos y beneficios del procedimiento.[79][80] Esta posición de la AAP ha provocado fuertes reacciones en la comunidad científica, y Willy Rozenbaum, codescubridor del virus del sida, se ha mostrado «sorprendido» por esta nueva declaración: «recomendar la circuncisión para todos y debe ser apoyado por la seguridad social no sería de interés (…) en todos los países occidentales. La circuncisión provee un beneficio rentable en los países donde la prevalencia del VIH es alta, como en África».[81] Francois Desgrandchamps, director del departamento de urología en el Hospital Saint-Louis en Francia, ve a una decisión política y no médica: «El resultado final es el dinero. Los pediatras quieren un reembolso de la circuncisión».[81] En la revista Nature, Rowena Hitchcock, presidenta de la British Association of Paediatric Urologists, dice que está «decepcionado» con la política de la AAP porque recomienda una «cirugía irreversible y mutilante».[71] Jbello: «… Y es, por último, un argumento asimétrico: si la circuncisión rutinaria del recién nacido ofrece más beneficios que riesgos tiene, me temo que la no circuncisión ofrece aun más beneficios para aun menos riesgos».

## Consideraciones económicas
La costo-efectividad de la circuncisión se ha estudiado para determinar si una política de circuncisión a todos los recién nacidos o una política de promoción y el acceso de bajo costo o gratis a la circuncisión de todos los hombres adultos que eligen que se traduciría en costos de salud de la sociedad en general más bajas.
Dado que el VIH/sida es una enfermedad incurable que es cara de manejar, se han dedicado esfuerzos importantes al estudio de la relación coste-eficacia de la circuncisión para reducir su propagación en partes de África que tienen una alta tasa de infección y una baja prevalencia de circuncisión.
Varios análisis han llegado a la conclusión de que los programas de circuncisión de hombres adultos en África son rentables y en algunos casos suponen de ahorro de costes.
En Ruanda, la circuncisión se ha encontrado ser rentable en una amplia gama de grupos de edad desde recién nacidos hasta adultos, el mayor ahorro se logra cuando el procedimiento se realiza en el período neonatal debido al menor costo por procedimiento y de mayor plazo para la protección de la infección por VIH.
La circuncisión para la prevención de la transmisión del VIH en los adultos también se ha encontrado rentable en Sudáfrica, Kenia y Uganda, con un ahorro de costes estimados en los miles de millones de dólares en 20 años.
Hankins et al. (2011) estimaron que una inversión de mil millones en la circuncisión de adultos en los 13 países africanos de alta prioridad produciría mil millones en ahorros.